# Кам'янківська сільська рада
Кам'янкі́вська сільська́ ра́да — адміністративно-територіальна одиниця та орган місцевого самоврядування в Підволочиському районі Тернопільської області. Адміністративний центр — село Кам'янки.

## Загальні відомості
- Територія ради: 4,704 км²
- Населення ради: 1 919 осіб (станом на 2001 рік)

## Населені пункти
Сільській раді були підпорядковані населені пункти:
- с. Кам'янки
- с. Мовчанівка

## Склад ради
Рада складалася з 17 депутатів та голови.
- Голова ради: Реус Андрій Ярославович
- Секретар ради: Закалюк Олександра Іванівна

### Керівний склад попередніх скликань
| Прізвище, ім'я, по батькові    | Основні відомості                                                 | Дата обрання | Дата звільнення |
| ------------------------------ | ----------------------------------------------------------------- | ------------ | --------------- |
| Барановський Богдан Михайлович | Сільський голова, 1948 року народження, безпартійний              | 26.03.2006   | 31.10.2010      |
| Реус Андрій Ярославович        | Сільський голова, 1969 року народження, освіта вища, безпартійний | 31.10.2010   |                 |

Примітка: таблиця складена за даними сайту Верховної Ради України

### Депутати
За результатами місцевих виборів 2010 року депутатами ради стали:

#### За суб'єктами висування
| Суб'єкт висування | Кількість обраних депутатів | %   |
| ----------------- | --------------------------- | --- |
| Самовисування     | 17                          | 100 |

#### За округами
| № округу | Прізвище, ім'я, по батькові       | Дата визнання обраним | Освіта           | Партійна приналежність | Відомості про обраного депутата                                                    |
| -------- | --------------------------------- | --------------------- | ---------------- | ---------------------- | ---------------------------------------------------------------------------------- |
| 1        | Дудар Богдан Ярославович          | 05.11.2010            | вища             | позапартійний          | ТОВ "Агрофірма «Медобори», заступ-ник дирек-тора                                   |
| 2        | Колісник Галина Степанівна        | 05.11.2010            | вища             | позапартійна           | Хмелиськівська загальноосвітня школа, вчитель                                      |
| 3        | Демчук Тарас Іванович             | 05.11.2010            | середня          | позапартійний          | Тернопільський національний економічний університет, студент                       |
| 4        | Стойловський Валентин Миколайович | 05.11.2010            | вища             | позапартійний          | ТОВ "Агрофірма «Медобори», голов-ний інженер                                       |
| 5        | Сесюк Роман Євгенович             | 05.11.2010            | вища             | позапартійний          | ТОВ "Агрофірма «Медобори», брига-дир трак-торної бригади                           |
| 6        | Голик Юрій Анатолійович           | 05.11.2010            | незакінчена вища | позапартійний          | Тернопільський національний економічний університет, студент                       |
| 7        | Токарчук Володимир Олегович       | 05.11.2010            | вища             | позапартійний          | тимчасово не працює                                                                |
| 8        | Юрчишин Володимир Михайлович      | 05.11.2010            | незакінчена вища | позапартійний          | Тернопільський національний технічний університет ім. І. Пулюя, студент 4-го курсу |
| 9        | Ковальчук Степан Ігорович         | 05.11.2010            | вища             | позапартійний          | Локомотивне депо м. Тернопіль, майстер автогальмівного відділення                  |
| 10       | Чернецька Наталя Мирославівна     | 05.11.2010            | вища             | позапартійна           | Кам'янківсь-ка сільська рада, началь-ник військо-во-обліко-вого стола              |
| 11       | Закалюк Олександра Іванівна       | 05.11.2010            | середня          | позапартійна           | Кам'янківсь-ка сільська рада, секретар                                             |
| 12       | Тимошик Андрій Григорійович       | 05.11.2010            | вища             | позапартійний          | Тернопільський національний технічний університет ім. І. Пулюя, студент 3-го курсу |
| 13       | Поцілуйко Петро Петрович          | 05.11.2010            | вища             | позапартійний          | Мовчанівська загальноосвітня школа І-ІІ ст., опера-тор котельні                    |
| 14       | Масло Марія Григорівна            | 05.11.2010            | середня          | позапартійна           | ТОВ "Агрофірма «Медобори», телятни-ця                                              |
| 15       | Дудар Микола Михайлович           | 05.11.2010            | вища             | позапартійний          | ТОВ "Агрофірма «Медобори», водій                                                   |
| 16       | Підгірний Михайло Степанович      | 05.11.2010            | вища             | позапартійний          | Філія Підволо-чиський райавтодор, інженер                                          |
| 17       | Хрущ Зоряна Богданівна            | 05.11.2010            | середня          | позапартійна           | ТОВ "Агрофірма «Медобори», доярка                                                  |